# 箱館府
箱館府（はこだてふ）は、1868年（明治元年）から1869年（明治2年）7月までの間、蝦夷地を統治するために箱館（現在の函館市）に設けられた地方政治機関である。箱館裁判所の改称によって成立し、開拓使の設置によって廃止された。なお、開拓使への移行時には、一時的に箱館県と改称していた。

## 概要
箱館府は、府藩県三治制の導入の一環として、慶応4年閏4月24日の箱館府知事以下の任命によって設けられた。明治2年の廃止まで、府知事は清水谷公考が務めた。箱館裁判所から改称したものだが、これが現地の箱館で適用されるのは7月か8月に下り、しかもそれ以後も裁判所という表現が併用された。移行時期がはっきりしないため、本記事では5月の裁判所段階も箱館府と呼んでこの項目で扱う。
開設直後の箱館府は、まず、「人倫の道を尽くして禁制の邪教に迷わざること」といった内容の、人民を教化する布告をいくつか出した。具体的な経綸としては、情勢不穏のために流入が滞った米を運びこむための手段を講じようとした。当時蝦夷地では米を本州からの移入に頼っていたため、この問題は重要であった。また6月には、日露雑居の北蝦夷地（樺太）に権判事の岡本監輔を派遣して、久春古丹（くしゅんこたん）に公議所を置いた。箱館に着任したのは小人数の高官だけだったので、上層の役人を除く、旧幕府の役人の大半が箱館府の下級官吏として採用された。
しかし、本格的な施策を打ち出す前に、箱館府は戊辰戦争に直面した。当時の蝦夷地には、松前藩、盛岡藩、仙台藩、会津藩、弘前藩、庄内藩の領地があり、警備の兵力も諸藩が出していた。しかし箱館裁判所が機能しはじめた5月には、早くも奥羽越列藩同盟が結成された。それでも清水谷府知事らは、兵力を持たずに着任したのに、奥羽諸藩から攻撃を受けずにすみ、5月末には軍需物資を秋田方面に輸送することができた。7月から8月にかけて、東北諸藩は次々と任地を放棄して引き上げ、松前藩だけが兵力を留めた。箱館府は、官吏と徴募兵で府兵二個小隊を作ったが、その戦力は期待できなかった。
やがて奥羽の戦線が新政府軍の勝利のうちに終息すると、榎本武揚の率いる旧幕府の艦隊が北上をはじめ、10月20日に蝦夷地に到来した。箱館府の官吏は、来援したばかりの諸藩兵とともに、25日に箱館を出航して本州に退いた。
清水谷府知事は青森口総督を兼務して箱館戦争を戦い、明治2年 (1869年) 5月17日に箱館に入って府務の再開を触れた。戦後の箱館府は、焼失した町・村・怪我人などへの米や金の給与や貸付、困窮者の免税、榎本政権の発行した通貨の回収などの戦後処理にあたった。
戦争中に政府は蝦夷地の統治機構を一新する案を練りはじめ、戦後の7月8日に箱館府に変わるべきものとして開拓使を設置した。しかし、人事面の難航から、開拓使が実効を表すのは7月24日からであり、新しい職員の着任は9月にまでずれこんだ。この間、7月17日から7月24日まで箱館府は箱館県と改称していた。

## 箱館府の人事
- 府知事 清水谷公考 - 慶応4年 (1868年) 閏4月24日 - 明治2年 (1869年) 7月24日
- 府判事 井上石見 - 明治元年 (1868年) 9月、択捉島視察の帰途に遭難、行方不明。
- 府判事 松浦武四郎
- 府権判事 岡本監輔 - 樺太、久春古丹（楠渓、後の大泊）に赴任。明治3年（1870年）辞任。

## 箱館府の制度
慶応4年 (1868年) 5月の官制
- 民政方　（公事、訴訟、刑獄、寺社、病院、作事、勧農、拓地の事を掌る）
- 文武方　（文武、講習、器械、製造、防火、捕逮の事を掌る）
- 外国方　（諸藩交際、外国船出入、運上などの諸務を掌る）
- 物産方　（産物財本の基礎を立て、商法、運送、沖の出入船の事を掌る）
- 勘定方　（金穀出入、賦税植□諸倉稟を掌る）
- 監察方　（内外の得失を論じ、諸司監察の作法を正し、総て弾勘の事を掌る）
- 執達方　（諸藩ならびに市民応接、使命伝送の事を掌る）

明治2年 (1869年) 3月30日の官制
- 議事局
- 施事局
- 庶務局
- 外国局
- 刑法局
- 会計局

| 先代 箱館裁判所 | 行政区の変遷 1868年 - 1869年 （箱館府→箱館県） | 次代 開拓使 |